# بول نواك
بول نواك (بالبولندية: Paweł Nowak)‏ (27 يناير 1979 بكراكوف في بولندا - ) هو لاعب كرة قدم بولندي في مركز الوسط. لعب مع فيسوا كراكوف وليخيا غدانسك ونادي كراكوفيا وهوتنيك نوفا هوتا وSandecja Nowy Sącz ‏ وجاربارنيا كراكوف.

## وصلات خارجية
- بول نواك على موقع قاعدة بيانات كرة القدم.إي يو (الإنجليزية)